# Estación Iyotachikawa
La estación Iyotachikawa (伊予立川駅 Iyotachikawa-eki?) es una estación de la línea Yosan de la Japan Railways que se encuentra en el pueblo de Uchiko del distrito de Kita de la prefectura de Ehime. El código de estación es el «U09».

## Estación de pasajeros
Cuenta con una única plataforma, con vías a ambos lados. La plataforma cuenta con dos andenes (andenes 1 y 2). El andén 2 es el principal y el andén 1 se utiliza para permitir el sobrepaso a los servicios rápidos. 

### Andenes
| 1 | ● Línea Yosan | Hacia Iyo, Matsuyama, Hōjō, Imabari, Nyūgawa, Saijō, Niihama, Iyomishima, Kawanoe, Kanonji, Sakaide y Takamatsu (los servicios rápidos no se detienen) |
| 1 | ● Línea Yosan | Hacia Uchiko, Ōzu, Yawatahama y Uwajima (los servicios rápidos no se detienen)                                                                         |
| 2 | ● Línea Yosan | Hacia Iyo y Matsuyama |
| 2 | ● Línea Yosan | Hacia Uchiko, Ōzu, Yawatahama y Uwajima |

## Alrededores de la estación
- Ruta nacional 56
- Oficina de correos de Tachikawa

## Historia
- 1986: el 3 de marzo se inaugura la Estación Iyotachikawa.
- 1987: el 1° de abril pasa a ser una estación de la división Ferrocarriles de Pasajeros de Shikoku de la Japan Railways.

## Estación anterior y posterior
- Línea Yosan 
  - Estación Iyonakayama (U08)  <<  Estación Iyotachikawa (U09)  >>  Estación Uchiko (U10)